# Расторгуев, Александр Евгеньевич
Алекса́ндр Евге́ньевич Расторгу́ев (26 июня 1971, Ростов-на-Дону — 30 июля 2018, Сибю, ЦАР) — российский кинорежиссёр-документалист.

## Биография
Родился в 1971 году в Ростове-на-Дону.
Учился на филфаке Ростовского государственного университета. В 1999 году окончил Государственную академию театрального искусства в Санкт-Петербурге (1998).
Работал режиссёром ГТРК «Дон-ТР». За съёмку фильма «Чистый четверг» творческая группа фильма была уволена руководством «Дон-ТР». Работал в петербургской редакции телеканала НТВ. В 2001 году организовал студию «Кино».
Жил и работал в Ростове-на-Дону. Как режиссёр снял здесь в соавторстве с документалистом Павлом Костомаровым документальные фильмы «Я тебя люблю» (2010) и «Я тебя не люблю» (2012). Фильмы были представлены на нескольких зарубежных кинофестивалях (Франция, Нидерланды). В 2011 году Александр Расторгуев представил свой фильм «Я тебя люблю» в конкурсной программе Роттердамского фестиваля.
В 2009 году Александр Расторгуев написал специально для OpenSpace.ru манифест нового кино.
В 2016 году выступил автором и режиссёром экспериментального докуреалити «Это я» (совместно с Павлом Костомаровым и Ильёй Малкиным), созданного по заказу «Первого канала» и основанного на израильском формате «Connected». На телеканале вышла только 21 серия из заявленных 80, оставшиеся были доступны на сайте канала до 2017 года. Спустя 4 года первые 35 серий были выложены на видеосервисе Start.
С января 2017 по март 2018 года сотрудничал с радиостанцией «Свобода» в качестве режиссёра документальных фильмов.

## Общественная позиция
Арестован 10 декабря 2011 в Ростове-на-Дону за участие в местных митингах протеста против фальсификации результатов выборов в Государственную Думу.
В 2012 году совместно с ведущим НТВ Алексеем Пивоваровым и документалистом Павлом Костомаровым создал интернет-проект «Срок». В декабре того же года вместе с ними же запустил масштабный документальный проект «Реальность». Вместе с ними и другими соавторами: Антуаном Каттином, Сусанной Баранжиевой и Дмитрием Кубасовым проводит кастинг, ищет потенциальных героев проекта.
В марте 2014 года подписал письмо «Мы с Вами!» КиноСоюза в поддержку Украины.
В 2018 году стал доверенным лицом кандидата в президенты Ксении Собчак. Во время выборов Собчак обвинила Расторгуева в подделке направлений на выборы. После этого радио «Свобода» прекратило сотрудничество с режиссёром за нарушение кодекса редакции, запрещающего участие в политической деятельности.

## Убийство
Убит 30 июля 2018 года вместе с двумя коллегами — Орханом Джемалем и Кириллом Радченко — в Центральноафриканской республике. Там, по сообщениям СМИ, он снимал фильм о деятельности «Группы Вагнера».
Урна с прахом захоронена на Троекуровском кладбище в Москве, участок 19.

## Творчество
Близок в своих поисках к «новой драме», направлению работы Театра.doc. Сотрудничал с Виталием Манским как сценаристом и продюсером. Постоянным соавтором Александра Евгеньевича была киносценарист Сусанна Баранжиева.

### Фильмография
- 1997 — «До свидания, мальчики»
- 1997 — «Черновик»[15]
- 1998 — «Родина»[16]
- 2000 — «Век мой»
- 2000 — «Твой род»
- 2001 — «Гора»
- 2001 — «Мамочки»
- 2003 — «Чистый четверг»
- 2005 — «Дикий, дикий пляж. Жар нежных»
- 2008 — «Мальки и мамки»
- 2010 — «Я тебя люблю» (в соавторстве с Павлом Костомаровым)
- 2012 — «Я тебя не люблю» (в соавторстве с Павлом Костомаровым)
- 2013 — «Срок» (в соавторстве с Павлом Костомаровым и Алексеем Пивоваровым)
- 2016 — «Это я» (докуреалити)
- 2016 —  «Норильск фильм» - документальный фильм к 80-летию «Норникеля», выполненный в жанре веб-док[17].
- 2019 — «Прошло три года» (незавершённый документальный фильм)

## Награды
- 2012 — Номинация на приз «Свободный дух» Варшавского международного кинофестиваля, Польша — фильм «Я тебя не люблю»
- 2008 — Специальный приз жюри Артдокфест — фильм «Мальки и мамки»[18]
- 2006 — Специальный приз жюри международного кинофестиваля в Амстердаме — фильм «Дикий, дикий пляж. Жар нежных»
- 2006 — Премия «Белый Слон» за лучший документальный фильм Гильдии киноведов и кинокритиков России — фильм «Дикий, дикий пляж. Жар нежных»
- 2006 — Премия «Триумф» — фильм «Дикий, дикий пляж. Жар нежных»
- 2005 — Премия «Лавр» за лучший неигровой арт-фильм на киноплёнке или видео — фильм «Дикий, дикий пляж. Жар нежных»[19]
- 2002 — Гран-при открытого фестиваля документального кино «Россия» в Екатеринбурге — фильм «Мамочки»
- 2001 — Премия «Лавровая ветвь» за лучший полнометражный неигровой телевизионный фильм или фильм снятый на видео — фильм «Мамочки»[20]
- 2000 — Премия Национального телевизионного конкурса «ТЭФИ-2000» в номинации «Режиссер» за фильм «Твой род».

## Память
В 2021 году вышел документальный фильм «rastorhuev» его супруги, сценариста и режиссёра Евгении Останиной.